# 拉沙佩勒朗博
拉沙佩勒朗博（法語：La Chapelle-Rambaud，法語發音：[la ʃapɛl ʁɑ̃bo]）是法国上萨瓦省的一个市镇，属于博讷维尔区。

## 地理
拉沙佩勒朗博（46°4'19"N, 6°14'24"E）面积4.27 平方千米，位于法国奥弗涅-罗讷-阿尔卑斯大区上萨瓦省，该省份为法国东部省份，历史上为薩伏依的一部分，北与瑞士接壤，西接安省，南至萨瓦省，东与瑞士和意大利接壤。
与拉沙佩勒朗博接壤的市镇（或旧市镇、城区）包括：阿尔比西尼、埃托、佩尔-瑞西、菲利耶尔。

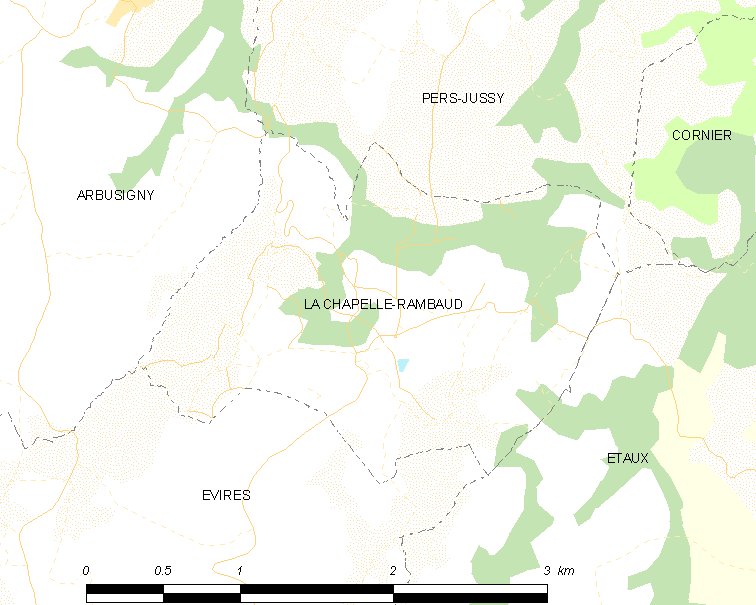
拉沙佩勒朗博的OSM定位图

拉沙佩勒朗博的时区为UTC+01:00、UTC+02:00（夏令时）。

## 行政
拉沙佩勒朗博的邮政编码为74800，INSEE市镇编码为74059。

## 政治
拉沙佩勒朗博所属的省级选区为福龙河畔拉罗什县。

## 人口

1962-2008年间拉沙佩勒朗博人口变化图示

拉沙佩勒朗博于2022年1月1日时的人口数量为251人。